# SS Klondike
SS Klondike était le nom de deux bateaux à roues à aubes, le Klondike II étant maintenant un lieu historique national du Canada situé à Whitehorse dans le Yukon au Canada. Ils ont transporté des marchandises entre Whitehorse et la Cité de Dawson le long du fleuve Yukon, le premier de 1929 à 1936 et le second, une réplique presque exacte du premier, de 1937 à 1950.

## Historique
Le Klondike I a été construit par la British Yukon Navigation Company (une filiale de la compagnie de chemin de fer White Pass and Yukon Route) en 1929 et avait la particularité d'avoir 50% plus de capacité qu'un bateau à aubes régulier, tout en ayant le tirant d'eau peu profond et la taille pour descendre le fleuve Yukon. Klondike I avait une capacité de chargement de 270 tonnes sans avoir à pousser une barge.
Klondike I s'est échoué en juin 1936 au nord de la section «The Thirty Mile» du fleuve Yukon. L'entreprise a récupéré la chaudière, les moteurs et de nombreux accessoires du navire pour construire le Klondike II l'année suivante. La coque du SS Klondike I peut encore être vue à marée basse par les canoéistes sur le fleuve Yukon.
Le Klondike II transportait du fret jusqu'au début des années 1950. En raison de la construction d'une autoroute reliant la Cité de Dawson et Whitehorse, de nombreux bateaux à aubes du fleuve Yukon ont été mis hors service. Pour tenter de sauver le Klondike II, il a été converti en bateau de croisière. L'entreprise a fermé ses portes en 1955 en raison du manque d'intérêt, et Klondike II a été laissé dans les chantiers navals de Whitehorse.

## Préservation
Le navire a été donné à l'agence gouvernementale Parcs Canada et a été progressivement restauré jusqu'en 1966, lorsque les autorités de la ville ont accepté de déplacer le navire sur son emplacement actuel, qui faisait alors partie d'une zone de squatters. La tâche a nécessité trois bulldozers, huit tonnes de savon Palmolive, un équipage de douze hommes et trois semaines de travail. Des rouleaux à grumes graissés ont facilité le processus.
Le 24 juin 1967, le SS Klondike II a été désigné lieu historique national du Canada numéro 9348 du répertoire canadien des lieux patrimoniaux, et le navire musée est maintenant ouverte pendant l'été comme attraction touristique.

## Galerie

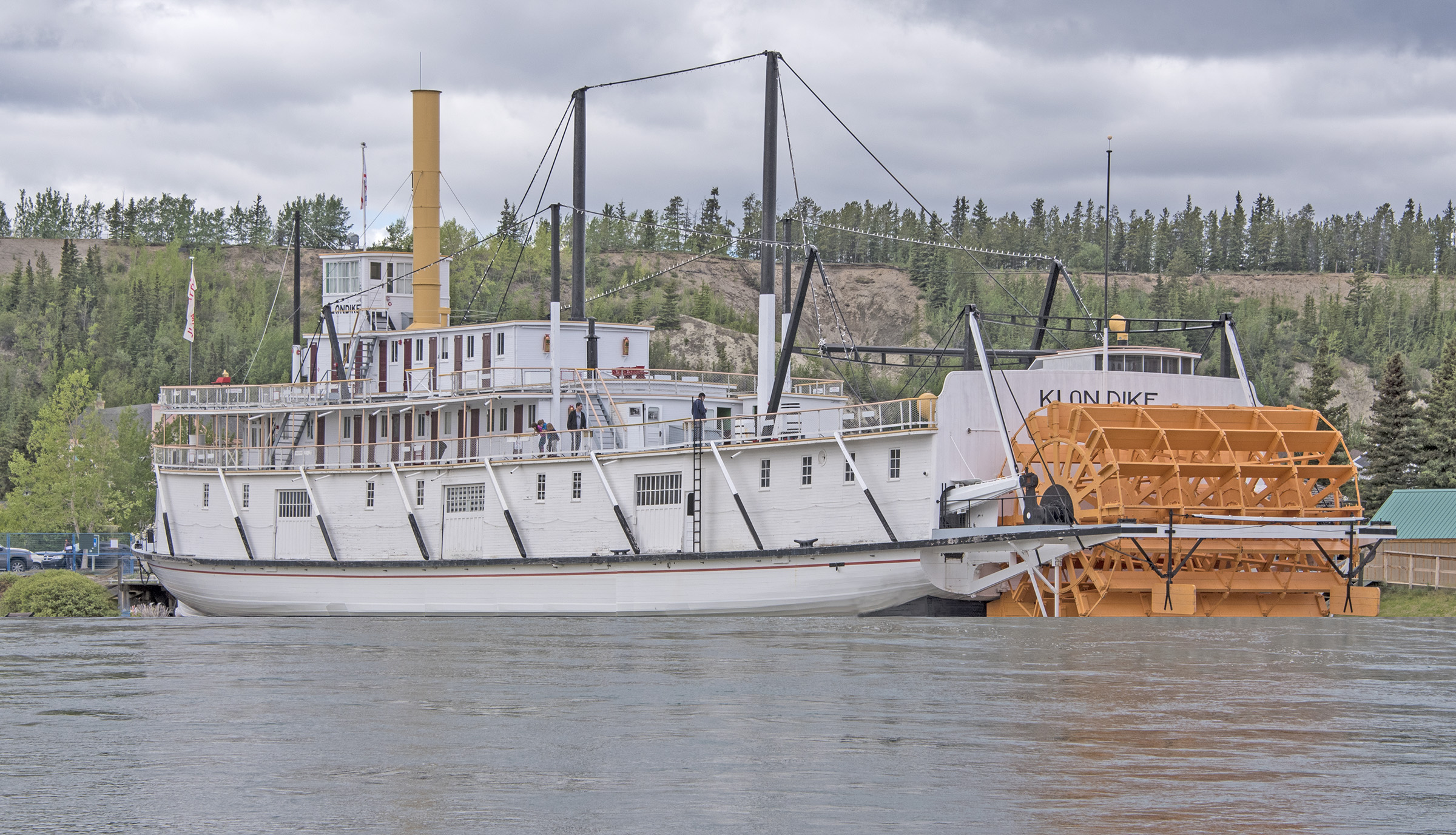
Klondike sur l'eau
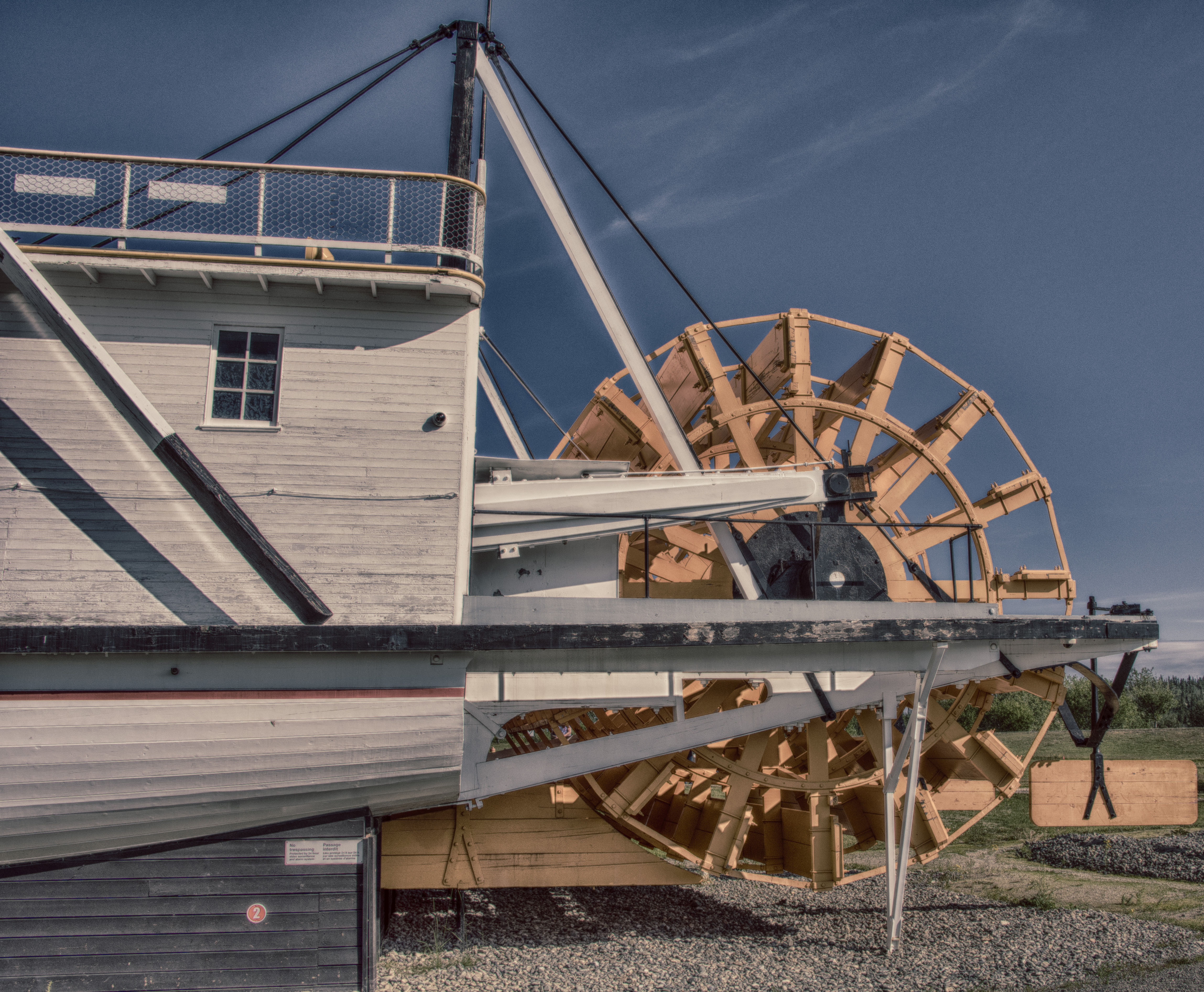
La roue à aubes
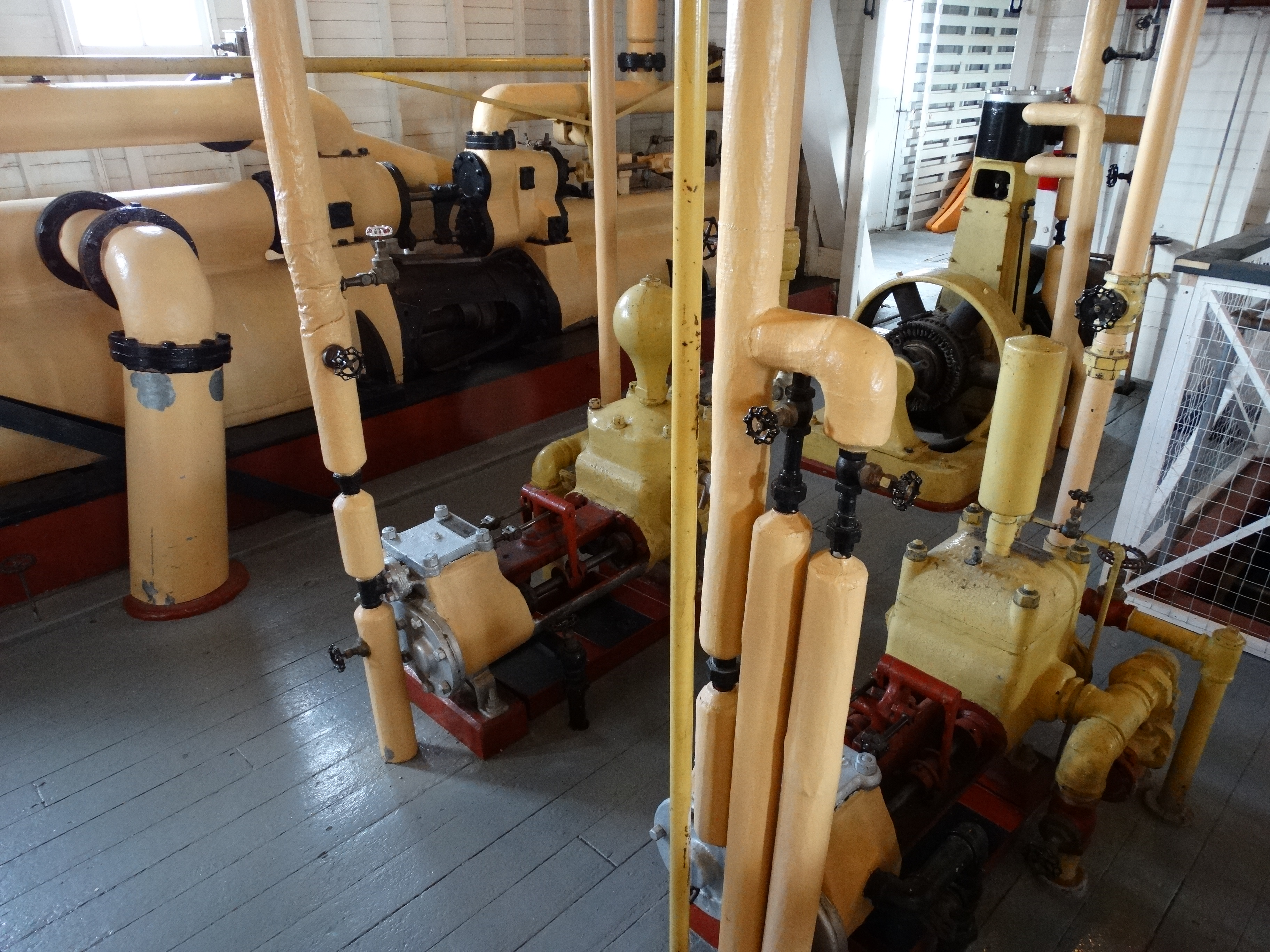
Machinerie